# اسلام در ماکائو
اسلام در ماکائو، یک اقلیت دینی است که جمعیتی بین ۴۰۰ تا ۱۰ هزار نفر را شامل می‌شود. اسلام در منطقه، توسط بازرگانان ایرانی و از خاورمیانه به این کشور وارد شده‌است. اولین مسجد در منطقه در سال ۱۸۸۰ میلادی و اولین رستوران حلال در سال ۲۰۱۵ تاسیس شده است.

## آمار
اسلام در این منطقه یک دین اقلیت به حساب می‌آید و در حال حاضر، بیش از ۴۰۰ مسلمان در این کشور زندگی می‌کنند. این گروه نام جامعه اسلامی ماکائو نام دارند. طبق گزارش‌های منتشر شده، جمعیت مسلمانان ماکائو با احتساب جامعهٔ کارگران مسلمان خارجی که به این منطقه وارد می‌شوند، جمعیتی بالغ بر ۱۰ هزار نفر را تشکیل می‌دهند. این کارگران از کشورهای بنگلادش، هند، اندونزی و پاکستان به این کشور ورود می‌کنند.

## تاریخ

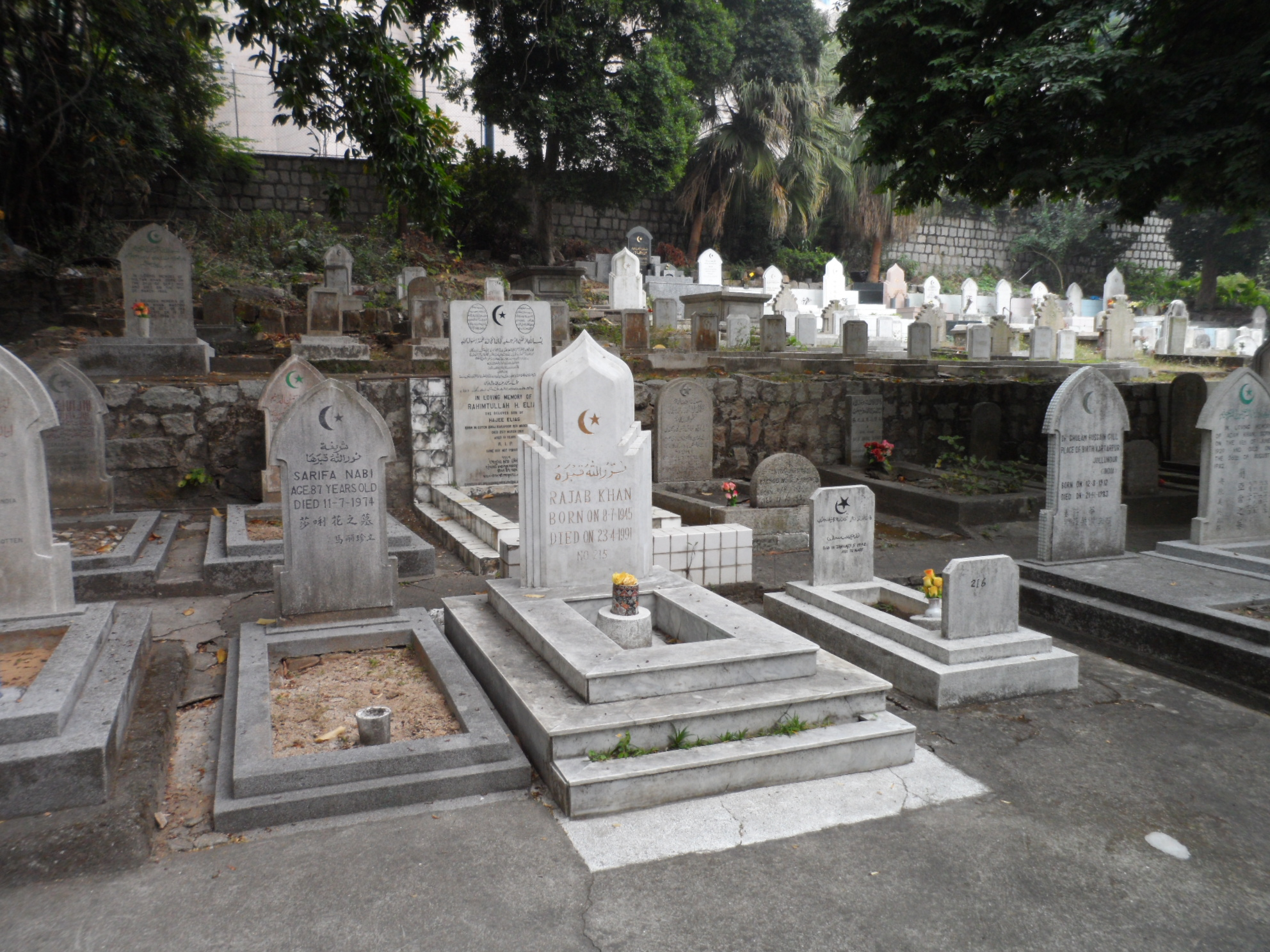
قبرستان مسلمانان در ماکائو

اسلام در زمان سلطه سلسله یوان بر این منطقه، در ماکائو حضور داشت. اسلام در منطقه توسط بازرگانانی از خاورمیانه و ایران به این منطقه وارد شد. یکی از گواه‌های حضور اسلام در منطقه در دوران یوان، یافته‌های باستانی از جمله گورستان مسلمانان در نزدیکی مسجد ماکوئو است که قدمتی بالغ بر صدها سال دارد. در دوران حکومت پرتغالی‌ها بر ماکائو، مسلمانان بسیاری به همراه ارتش پرتغال از جنوب آسیا به این منطقه وارد شدند. در دهه ۱۸۸۰ میلادی، مسلمانان منطقه مسجدی را برای اقامه نماز و مناسک اسلامی تاسیس کردند. در طول جنگ جهانی دوم، هویی‌ها برای از ترس ویرانی و مرگ، از جمهوری چین به ماکائو که در آن دوران در سیطره پرتغالی‌ها بود گریختند. پس از پایان جنگ جهانی دم، این گروه به هنگ کنگ نقل مکان کردند. در این بین، برخی از مسلمانان نیز پس از پایان جنگ داخلی چین در سلا ۱۹۴۹ از شمال غربی چین، به ماکائو آمدند. در طی ده سال گذشته، با ورود کارگران مسلمان از جنوب و جنوب شرق آسیا به منطقه از بابت کار، جامعه مسلمانان در ماکائو، جمعیت خود را چندین برابر گزارش کرده‌است. جمعیتی بالغ بر ۱۰ هزار نفر تخمین این گروه است.

## مراسمات و اقدامات

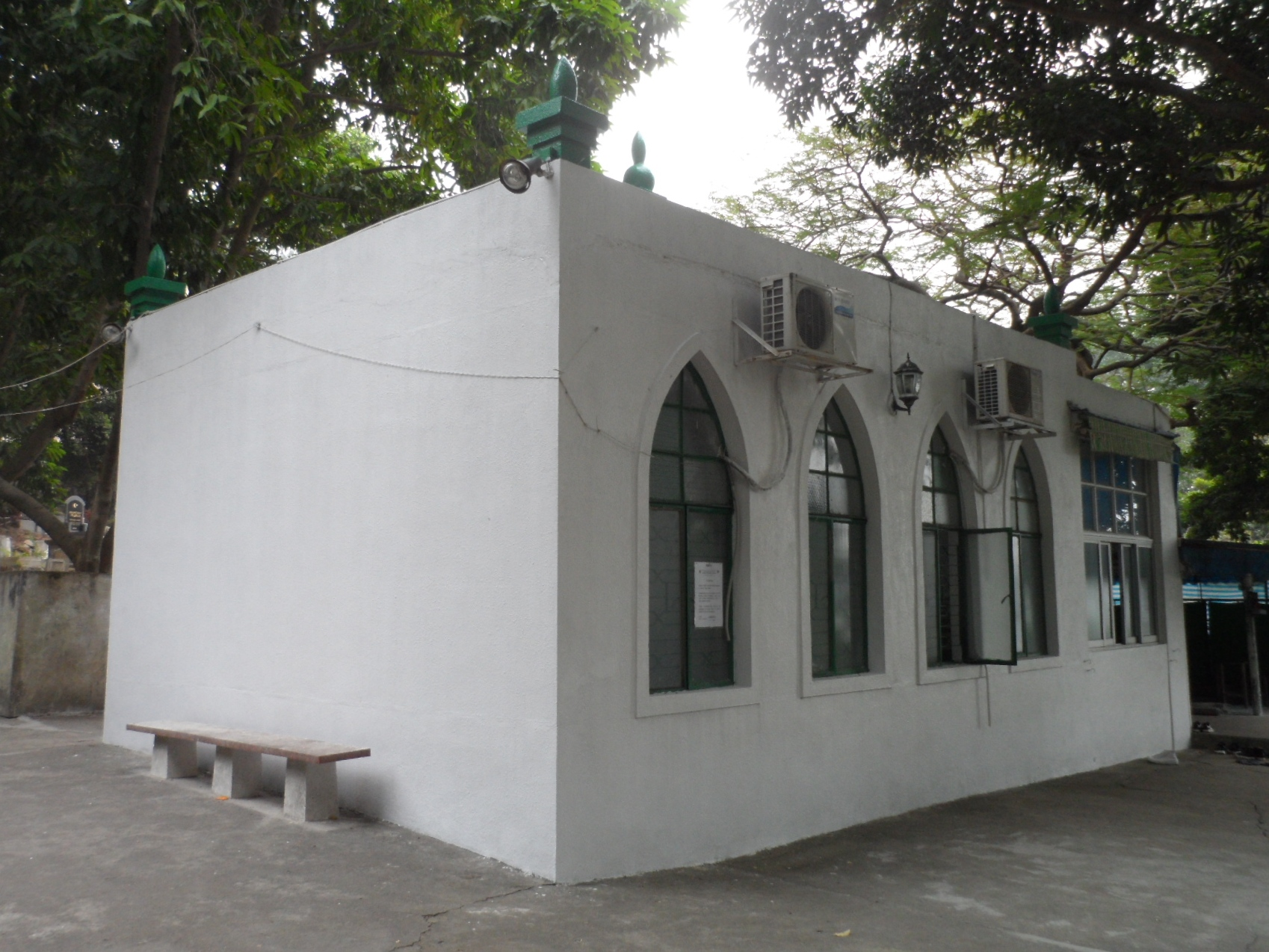
مسجد ماکائو

هر ساله در ایام عید قربان، مسلمانان در ماکائو، در مسجد ماکائو گرد آمده و جشن اسلامی را در بین مسلمانان بر پا می‌دارند. در این جشن، نماز جماعت اقامه شده و حیوانات ذبح شرعی می‌شوند و بین نیازمندان و فقرا تقسیم می‌گردد. شبیه به این جشن، در جشن سالانه عید فطر نیز در مسجد ماکائو برگزار می‌گردد. از ژانویه ۲۰۱۵ پنج رستوران و فروشگاه حلال در ماکائو فعال شدند که در این منطقه به عرضه غذای حلال مشغول‌اند. اولین رستوران حلال ماکائو، در سال ۲۰۱۲ راه اندازی شد که با استفاده از غذاهای حلال هندی و پرتغالی، جلب مشتری کرد. در سال ۱۹۳۵، مسلمانان ماکائو، جمعیتی را ثبت کردند که انجمن اسلامی ماکائو (به چینی: 澳門 伊斯蘭 會 ؛ به پرتغالی: Associação Islâmica de Macau) نامیده شد./۱۷/ مقر اصلی این انجمن، در مسجد ماکائو قرار دارد. اتحادیه اسلامی هنگ کنگ نیز بودجه‌ای سالانه را به این انجمن اختصاص داد تا این گروه بتواند در منطقه، تبلیغ اسلامی فعال داشته باشد.
دولت ماکائو برا جلب گردشگران بیشتر از جمله گردشگران مسلمان، در ترغیب رستوران‌های این منطقه برای کسب گواهینامه حلال از هنگ کنگ تلاش می‌کند. همچنین در این طرح، از هتل‌ها درخواست شده‌است تا به گونه‌ای طراحی شوند تا مسافران، از مقابل کازینوها عبور نکنند. کارگران مسلمان این منطقه به جهت داشتن یک وقت استراحت، در خصوص نمازهای دو وعده‌ای خود دچار مشکل هستند. زنان مسلمان نیز در خصوص رعایت حجاب در تمام زمان کار خویش در ادرات، دچار معضل هستند اما این موارد از مسائل مهم و اصلی مسلمانان در منطقه نبوده‌است.
== مسائل معاصر ==مسلمانان در ماکائو اغلب با نماز خواندن در معرض زمان قرار دارند ، زیرا بیشتر آنها در طول دوره کار خود فقط یک وقت استراحت دارند ، که برای برگزاری دو نماز روزانه کافی نیست. برخی از زنان کارگر مسلمان نیز گاهی اوقات برای پوشیدن حجاب خود در طول کار با مشکل روبرو می شوند ، اگرچه این مسئله هرگز در ماکائو مسئله اصلی نبوده است.
1. ↑  Fazle Elahi Ahmad. "Muslim Population". Islamicpopulation.com. Retrieved 2014-05-30.
2. 1 2  "Being a Muslim in Macau: Indonesian community holds triple celebration". Macau Daily Times. Archived from the original on 2013-10-16. Retrieved 2014-05-30.
3. ↑  "Macau Mosques - Mosques in China". muslim2china.com. Archived from the original on 2014-07-24. Retrieved 2014-05-30.
4. ↑  "Macau Mosque - Mosques in China". muslim2china.com. Archived from the original on 7 November 2017. Retrieved 2014-05-30.
5. ↑  "Islam di Kota Judi Macau". Fiqhislam.Com. 2013-04-09. Archived from the original on 2013-10-17. Retrieved 2014-05-30.
6. 1 2  "Archived copy". Archived from the original on 2016-03-04. Retrieved 2015-10-04.{{cite web}}:  نگهداری یادکرد:عنوان آرشیو به جای عنوان (link)
7. 1 2  "Masjids & Islamic Centers In Hong Kong". Iuhk.org. Archived from the original on 2014-10-10. Retrieved 2014-05-30.
8. ↑  "Archived copy". Archived from the original on 2013-12-26. Retrieved 2013-12-25.{{cite web}}:  نگهداری یادکرد:عنوان آرشیو به جای عنوان (link)
9. ↑  "Local Muslims gather to mark end of Ramadan". MACAU DAILY TIMES.
10. ↑  "Muslim Family in Macau on a 'Jihad' against Radical Islam". Macau Daily Times. 27 January 2015. Retrieved 18 May 2018.
11. ↑  "Macau Halal Restaurants - Macau Muslim Restaurants - Muslin2China.com". Muslim2china.com. Archived from the original on 31 March 2022. Retrieved 2014-05-30.
12. ↑  "Halal Restaurants in Macau". Islaminmacau.com. Archived from the original on 15 March 2022. Retrieved 2014-05-30.
13. ↑  "Shops Selling Halal Food Items i". Islaminmacau.com. Archived from the original on 27 March 2022. Retrieved 2014-05-30.
14. ↑  "Macau has first restaurant with Muslim food certificate". Macau Daily Times. Archived from the original on 2013-11-10. Retrieved 2014-05-30.
15. ↑  "ISLAMIC ASSOCIATION OF MACAU, Macau,  , Macau - Islamic Centers, Masjids Mosques, Muslim Owned Businesses, Islamic Schools and Colleges".
16. ↑  Post, The Jakarta. "Macau committed to becoming world class destination".